# Pogonatum spinulosum
Pogonatum spinulosum är en bladmossart som beskrevs av Mitten 1864. Pogonatum spinulosum ingår i släktet grävlingmossor, och familjen Polytrichaceae. Inga underarter finns listade i Catalogue of Life.

## Bildgalleri

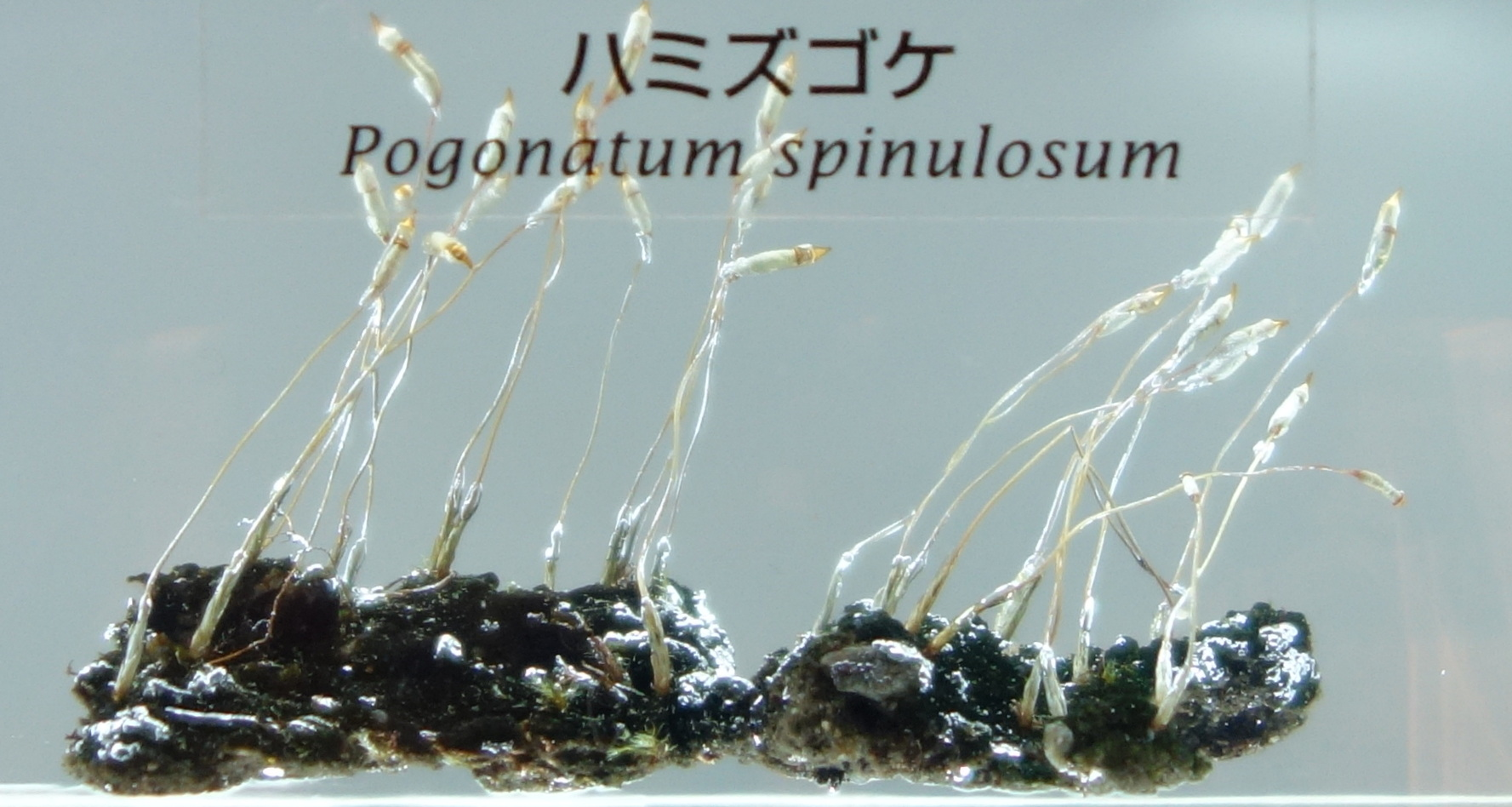